# Kalc
Kalc je priimek v Sloveniji, ki ga je po podatkih Statističnega urada Republike Slovenije na dan 1. januarja 2011 uporabljalo 51 oseb.

## Znani nosilci priimka
- Aleksej Kalc (*1957), zgodovinar, publicist, prof.
- Andreja Kalc (*1979), prevajalka (rusistka, ukrajinistka)
- Anton Kalc (1906—1979), precizni mehanik, igralec in prosvetni delavec
- Dušan Kalc, zamejski časnikar, urednik, družbeni delavec v Italiji
- Evgen Kalc (1909—?), prosvetno-gospodarski delavec, partizan
- Josipina Kalc (1915—2003), violinistka
- Katarina Kalc (*1976), slikarka, ilustratorka
- Lucija Kalc Hrovatin (1908—1999), prosvetna delavka